# بوی بهشت (فیلم)
بوی بهشت فیلمی به کارگردانی، نویسندگی و تهیه‌کنندگی حمیدرضا محسنی ساخته سال ۱۳۸۰ است. این فیلم در دی ۱۳۸۱ بر روی پرده سینما رفت.

## جشنواره‌ها
بوی بهشت در پنجمین دوره جشن خانه سینما (۱۳۸۰) در دو بخش فیلم و عکس حضور داشته است.